# Libnotes (Goniodineura) magnisiva
Libnotes (Goniodineura) magnisiva is een tweevleugelige uit de familie steltmuggen (Limoniidae). De soort komt voor in het Oriëntaals gebied.